# Yahatahigashi-ku
Yahatahigashi (八幡東区, Yahatahigashi-ku) est l'un des sept arrondissements de la ville de Kitakyūshū au Japon. Il est situé au centre de la ville.[pas clair]

Position de l'arrondissement de Yahatahigashi dans la ville de Kitakyūshū.

C'est le plus petit arrondissement de la ville après Tobata-ku avec seulement 36,26 km2. Les résidents ont un âge moyen très élevé, un des plus élevés au Japon, soit 28,3 % de la population en 2005. La population était de 68 601 habitants en février 2016.[réf. nécessaire]

## Histoire
L'arrondissement correspond à la partie est de l'ancienne ville de Yahata qui a fusionné avec quatre autres villes en 1963 pour former Kitakyūshū.

## Lieux notables
L'arrondissement comprend le parc à thèmes Space World ainsi que le barrage de Kawachi construit pour fournir de l'eau de refroidissement aux aciéries Yahata dans les années 1920. À l'époque de sa construction. ce barrage était le plus grand d'Asie.
Le mont Sarakura culmine à 622 m d'altitude dans l'arrondissement.

## Transport publics
L'arrondissement est desservi par la ligne principale Kagoshima de la JR Kyushu.